# Membranoppia wallworki
Membranoppia wallworki är en kvalsterart som först beskrevs av Sandór Mahunka 1980.  Membranoppia wallworki ingår i släktet Membranoppia och familjen Oppiidae. Inga underarter finns listade i Catalogue of Life.